# Claude Lévi-Strauss
Claude Lévi-Strauss OMC (Bruxelas, 28 de novembro de 1908 — Paris, 30 de outubro de 2009) foi um antropólogo, professor, filósofo e sociólogo francês, embora tenha nascido na Bélgica. É considerado o fundador da antropologia estruturalista, em meados da década de 1950, e um dos grandes intelectuais do século XX.
Suas ideias são muito diferentes do pensamento da época em que viveu, rompem com a ideia de que "índios" são somente "índios", pois não concordava com a divisão em civilizados e selvagens ou a divisão em superiores e inferiores, além de possuir uma visão ambientalista radical. Embora as obras de Lévi-Strauss em certo ponto descrevam os indígenas do Cerrado brasileiro de forma "eurocêntrica" ou "colonialista", e por mais que suas teorias sejam muitas vezes interpretadas sob a ótica do pensamento marxista pós-Guerra Fria do século XXI, ideias assim só apareceram a partir do final da década de 1960 com o surgimento da contracultura marxista e ambientalista radical.
Professor honorário do Collège de France, ali ocupou a cátedra de antropologia social de 1959 a 1982. Foi também membro da Academia Francesa - o primeiro a atingir os 100 anos de idade.
Desde seus primeiros trabalhos sobre os povos indígenas no Brasil Central, que estudou em campo, no período de 1935 a 1939, e a publicação de sua tese As estruturas elementares do parentesco, em 1949, publicou uma extensa obra, reconhecida internacionalmente.
Dedicou uma tetralogia, as Mitológicas, ao estudo dos mitos, mas publicou também obras que escapam do enquadramento estrito dos estudos acadêmicos - dentre as quais o famoso Tristes Trópicos, publicado em 1955, que o tornou conhecido e apreciado por um vasto círculo de leitores.

## Biografia

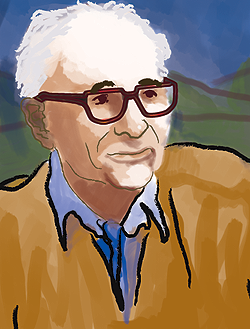
Retrato de Lévi-Strauss por Pablo Secca

### Primeiros Anos
Claude Lévi-Strauss nasceu em Bruxelas, de uma família judia de origem alsaciana, das cercanias de Estrasburgo. Mas, à época do seu nascimento, seu pai, Raymond Lévi-Strauss - um pintor retratista, que acabou arruinado pelo advento da fotografia - tinha um contrato a cumprir na cidade e sua mulher, Emma, estava prestes a dar à luz. Assim, o pequeno Claude ali passou as primeiras semanas de vida.
O avô materno, com quem ele viveu durante a Primeira Guerra Mundial, era o rabino da sinagoga de Versailles. Seu bisavô, Isaac Strauss, era regente de orquestra na corte - à época de Luís Filipe e depois, sob Napoleão III.

### Vida escolar e política
Depois de concluir a escola primária em Versalhes, instala-se em Paris para prosseguir seus estudos secundários - primeiro no tradicional Lycée Janson-de-Sailly e depois no Lycée Condorcet, um dos melhores colégios de Paris.
No final dos seus estudos secundários, encontra um jovem socialista filiado a um partido belga e se liga à esquerda, familiarizando-se rapidamente com a literatura política que até então lhe era desconhecida, incluindo Marx. Torna-se militante da S.F.I.O., encarregado de coordenar o grupo de estudos socialistas, tornando-se depois Secretário Geral dos Estudantes Socialistas.

### Início da trajetória acadêmica
Estudou direito na Faculdade de Direito de Paris, obtendo sua licença antes de ser admitido na Sorbonne, onde se graduou em filosofia em 1931, com doutorado em 1948, com a tese As estruturas elementares do parentesco.
Depois de passar dois anos ensinando filosofia no Liceu Victor-Duruy de Mont-de-Marsan e no liceu de Laon, o diretor da Escola Normal Superior de Paris, Célestin Bouglé, por telefone, convida-o a integrar a missão universitária francesa no Brasil, como professor de sociologia da Universidade de São Paulo. Esse telefonema seria decisivo para o despertar da vocação etnográfica de Lévi-Strauss, conforme ele próprio iria declarar mais tarde: "Minha carreira foi decidida num domingo de outono de 1934, às 9 horas da manhã, a partir de um telefonema".

### Estada no Brasil

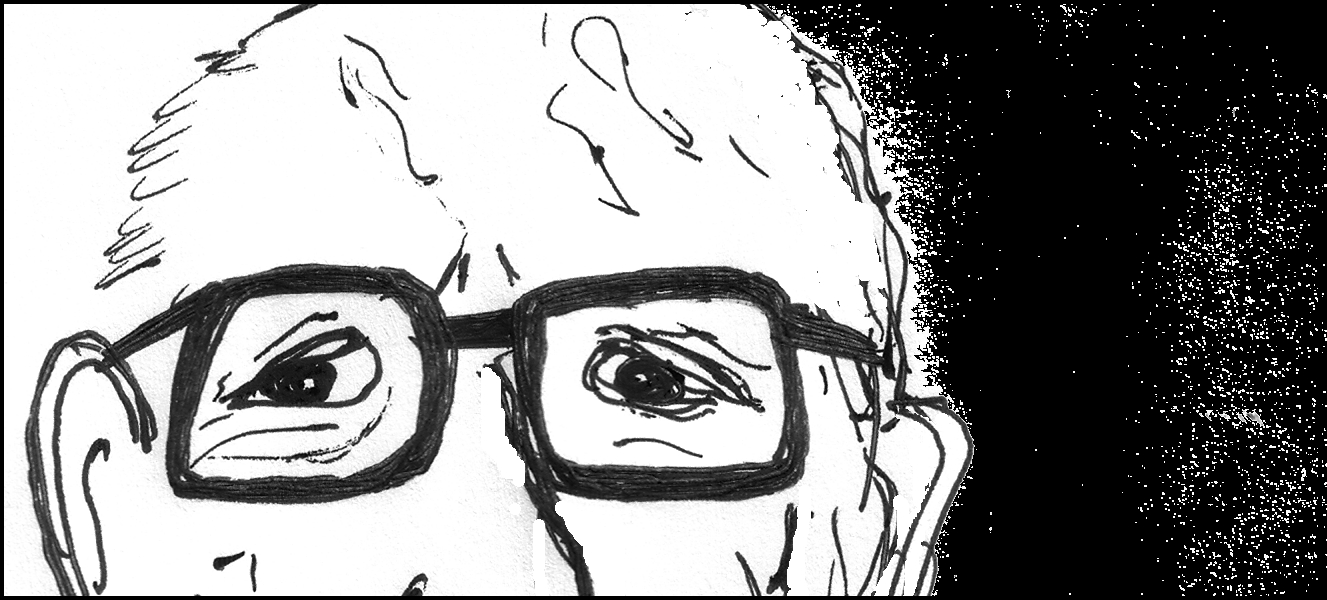
Lévi-Strauss, por Edward Drantler

Entre 1935 a 1939, Lévi-Strauss lecionou sociologia na recém-criada Universidade de São Paulo, juntamente com os professores integrantes da missão francesa, entre eles: sua mulher Dinah Lévi-Strauss, Fernand Braudel, Jean Maugüé e Pierre Monbeig.
Junto com Dinah, Strauss também fez excursões pelas regiões centrais do Brasil, como Goiás, Mato Grosso e Paraná. Publicou o registro dessas expedições no livro Tristes Trópicos (1955), neste livro ele conta inclusive como sua vocação de antropólogo nasceu nessas viagens.
Em uma de suas primeiras viagens, no norte do Paraná, teve seu esperado primeiro contato com os índios, no Rio Tibagi, porém ficou decepcionado ao supor, sem muito conhecimento etnográfico, que "os índios do Tibagi (caingangues) não eram nem verdadeiros índios, nem selvagens" (Lévi-Strauss 1957:160-161).
Porém, ao final do primeiro ano escolar (1935/1936), ao visitar os cadiuéus na fronteira com o Paraguai e os bororos no centro de Mato Grosso, rendendo-lhe sua primeira exposição em Paris nas férias de (1936/1937), o que foi fundamental para a entrada de Lévi-Strauss no meio etnológico francês, conforme admite ele próprio: "Eu precisava fazer minhas provas de etnologia, porque não tinha formação alguma. Graças à expedição de 1936, consegui créditos do Museu do Homem e da Pesquisa Científica, ou do que acabaria se chamando assim. Com esse dinheiro, organizei a expedição nambiquara."
Em 1938, foi realizada uma expedição até os nambiquaras no Mato Grosso, com financiamento francês e brasileiro, que deveria durar um ano. No entanto, durou apenas seis meses - de maio a novembro do mesmo ano. Além do casal Lévi-Strauss, participaram o médico e etnólogo francês Jean Vellard e o antropólogo brasileiro Luiz de Castro Faria, que aponta os problemas que a missão enfrentou com os órgãos públicos brasileiros, por contar com o patrocínio de Paul Rivet, ligado ao Partido Socialista francês, e que se tornara persona non grata no Brasil porque supostamente teria difamado o país na França. Já Luis Grupioni aponta as resistências existentes no SPI quanto à segurança da missão e a relutância de Lévi-Strauss em aceitar um fiscal do Conselho de Fiscalização das Expedições Artísticas e Científicas: "Mais que a possível simpatia socialista identificada aos membros da expedição, era a perspectiva de fiscalização e controle de uma expedição estrangeira, o que teria impedido a concessão da licença".
O período que passou no Brasil foi fundamental em sua carreira e no seu crescimento profissional, além de ter despertado em Strauss sua vocação etnológica. Disse: "Um ano depois da visita aos Bororo, todas as condições para fazer de mim um etnógrafo estavam satisfeitas" (1957).

### Retorno à França
Após três anos no Brasil, Lévi-Strauss voltou à França, reconhecido no meio etnológico. Diz ele, em Tristes Trópicos: "Um ano depois da visita aos Bororo, todas as condições para fazer de mim um etnógrafo estavam satisfeitas".
Perseguido na França por ser judeu, e tendo o pedido de visto para voltar ao Brasil negado, acabou passando os anos de guerra em Nova York.
Seu livro As estruturas elementares do parentesco foi publicado em 1949 e, instantaneamente, consagrou-se como um dos mais importantes estudos de família já publicados. O título é uma paráfrase ao título do livro de Émile Durkheim, As formas elementares da vida religiosa.
No final da década de 1940 e começo da década seguinte, Lévi-Strauss continuou a publicar e experimentou considerável sucesso profissional. Em seu retorno à França ele se envolveu com a administração do CNRS e do Musée de l'Homme, até ocupar uma cadeira na quinta seção da École Pratique des Hautes Études, aquela de 'Ciências Religiosas' que havia pertencido previamente a Marcel Mauss e que Lévi-Strauss renomeou para "Religião Comparada de Povos Não-Letrados".
Apesar de bem conhecido em círculos acadêmicos, foi apenas em 1955 que Lévi-Strauss se tornou um dos intelectuais franceses mais conhecidos ao publicar Tristes Trópicos, livro autobiográfico acerca de sua passagem pelo Brasil e contato com os ameríndios na década de 1930, que contém uma visão considerada por alguns como eurocêntrica, e até certo ponto colonialista.

### Colégio de França
Em 1959 Lévi-Strauss foi nomeado para a cadeira de antropologia social do Collège de France. Por volta desse período publicou Antropologia estrutural, uma coleção de ensaios em que oferece tanto exemplos como manifestos programáticos do estruturalismo. Começou a organizar uma série de instituições e confrontos entre as visões existencialista e estruturalista que iria eventualmente inspirar autores como Clastres e Bourdieu. Foi também eleito doutor honoris causa de diversas universidades pelo mundo.

### Últimos anos
Apesar de aposentado, Lévi-Strauss continuava a publicar ocasionalmente volumes de meditações sobre artes, música e poesia, bem como reminiscências de seu passado.
Claude Lévi-Strauss morreu em 30 de outubro de 2009, poucas semanas antes da data em que faria 101 anos. A morte só foi anunciada quatro dias depois.
O presidente da França Nicolas Sarkozy o definiu como "um dos maiores etnólogos de todos os tempos". Bernard Kouchner, o ministro de Assuntos Exteriores francês, afirmou que Lévi-Strauss "quebrou com uma visão etnocêntrica da história e humanidade […] Em um tempo em que tentamos dar sentido a ideia de globalização, construir um mundo mais justo e humano, eu gostaria que o eco universal de Claude Lévi-Strauss ressonasse mais forte". O jornal The Daily Telegraph afirmou no obituário do antropólogo que Lévi-Strauss foi "uma das influências pós-guerra dominantes na vida intelectual francesa e o principal expoente do Estruturalismo nas Ciências sociais". A secretária permanente da Académie Française Hélène Carrère d'Encausse disse: "Ele era um pensador, um filósofo […] Nós nunca encontraremos outro como ele".
Encontra-se sepultado no Cimetière de Lignerolles, Lignerolles na França.

## Citações
"O antropólogo é o astrônomo das ciências sociais: ele está encarregado de descobrir um sentido para as configurações muito diferentes, por sua ordem de grandeza e seu afastamento, das que estão imediatamente próximas do observador." Antropologia Estrutural, 1967.
"Meu único desejo é um pouco mais de respeito para o mundo, que começou sem o ser humano e vai terminar sem ele - isso é algo que sempre deveríamos ter presente". - Aos 97 anos, em 2005, quando recebeu o 17º Prêmio Internacional Catalunha, na Espanha.

## Distinções, condecorações, recompensas

### Distinções
- Eleito Membro da Academia Francesa em 1973. Decano da Academia desde a morte do professor Jean Bernard em 2006;
- Membro estrangeiro da Academia Nacional de Ciências dos Estados-Unidos;
- Membro da Academia Britânica;
- Membro da Academia Real de Artes e Ciências dos Países Baixos;
- Membro da Academia Norueguesa de Ciências e Letras;
- Conservador de honra do Museu do cais Branly, nomeado em 2007;
- Palmas Académicas da França.

### Condecorações
- Comendador da Ordem Nacional do Mérito da França;
- Comendador da Ordem Artes e Letras da França;
- Comendador da Ordem da Coroa da Bélgica;
- Comendador da Ordem Nacional do Cruzeiro do Sul do Brasil;
- Comendador da Ordem do Sol Nascente do Japão;
- Grã-cruz da Ordem Nacional da Legião de Honra da França;
- Grã-Cruz da Ordem Nacional do Mérito Científico do Brasil.

### Prêmios e medalhas
- Medalha de ouro e Prêmio do Viking Fund, 1966;
- Medalha de ouro do Centro Nacional da Pesquisa Científica da França, 1967;
- Prêmio Erasmo, 1973;
- Prêmio da Fundação Nonino, 1986;
- Prêmio Aby M. Warburg, 1996;
- Prêmio Meister Eckhart, 2002.

### Doutor honorário
- Universidade Nacional de Berlim - (Alemanha);
- Universidade Livre de Bruxelas - (Bélgica);
- Universidade de Chicago - (Estados Unidos);
- Universidade Columbia - (Estados Unidos);
- Universidade Harvard - (Estados Unidos);
- Universidade Johns Hopkins - (Estados Unidos);
- Universidade Laval - (Canadá);
- Universidade Nacional Autônoma do México - (México);
- Universidade de Montreal - (Canadá);
- Universidade de Oxford - (Inglaterra);
- Universidade de São Paulo - (Brasil);
- Universidade de Stirling - (Escócia);
- Universidade de Uppsala - (Suécia);
- Universidade Visva Bharati - (Índia);
- Universidade de Yale - (Estados Unidos);
- Universidade Nacional do Zaire - (Zaire).

## Publicações
- Gracchus Babeuf et le communisme (Gracchus Babeuf e o comunismo), publicado pela editora do Parti ouvrier belge (Partido do operário belga), L'églantine, em 1926.
- Introduction à l'œuvre de Marcel Mauss’’ (Introdução à obra de Marcel Mauss), em Marcel Mauss, Sociologie et anthropologie, Paris, PUF, 1950.
- La Vie familiale et sociale des Indiens Nambikwara (Família e vida social dos índios Nambikwara), Paris, Société des américanistes, 1948.
- Les Structures élémentaires de la parenté (As estruturas elementares do parentesco), Paris, Presses universitaires de France, 1949; nova edição revista, La Haye-Paris, Mouton, 1968.
- Race et Histoire (Raça e História), Paris, UNESCO, 1952.
- Tristes Tropiques (Tristes Trópicos), Plon, Paris, 1955.
- Anthropologie structurale (Antropologia estrutural, Paris, Plon, 1958; numerosas reedições. Pocket, 1997. ISBN 2-266-07754-6
- Anthropologie structurale deux (Antropologia estrutural) II, Paris, Plon, 1973.
- Le Totémisme aujourd'hui (O Totêmico hoje), Paris, PUF, 1962.
- La Pensée sauvage (Pensamento selvagem, Paris, Plon, 1962.
- Mitológicas, tetralogia de I a IV.
- O cru e o cozido - 1964.
- Do mel às cinzas - 1966.
- A origem das maneiras à mesa - 1968.
- O Homem Nu - 1971.
- La Voie des masques (O Caminho das Máscaras), 2 vol., Genève, Skira, 1975; nova edição aumentada com «Trois Excursions» (Três excursões), Plon, 1979.
- Le Regard éloigné (Olhar distanciado), Paris, Plon, 1983.
- Antropologia e Mito: Palestras - 1984.
- Paroles données (Palavras dadas), Paris, Plon, 1984.
- La Potière Jalouse (A Oleira Ciumenta), Paris, Plon, 1985.
- Histoire de Lynx (História de lince), Paris, Pocket, 1991. ISBN 2-266-00694-0
- Regarder écouter lire (Olhar, escutar, ler), Paris, Plon, 1993. ISBN 2-259-02715-6
- Saudades do Brasil, Paris, Plon, 1994. ISBN 2-259-18088-4
- Le Père Noël supplicié (Papai Noel supliciado), Pin-Balma, Sables, 1994. ISBN 2-907530-22-4
- Tayne
- Correspondance - 1941-1982 (Correspondências), Paris, Seuil, 2019. ISBN 978-2-02-122030-8

## Entrevistas
- 1978. "Comment travaillent les écrivains", entrevistado por Jean-Louis de Rambures. Paris.
- 1988. "De près et de loin", entrevistado por Didier Eribon (Conversas com Claude Lévi-Strauss, trad. Paula Wissing, 1991)
- 2005. "Loin du Brésil", entrevistado por Véronique Mortaigne, Paris, Chandeigne.